# Spiniphora
Spiniphora is een geslacht van tweevleugeligen uit de familie van de bochelvliegen (Phoridae).

## Soorten
- S. bergenstammii (Mik, 1864)
- S. brevipalpis (Schmitz, 1935)
- S. dorsalis (Becker, 1901)
- S. excisa (Becker, 1901)
- S. jugorum (Schmitz, 1924)
- S. lyneborgi Colyer, 1969
- S. maculata (Meigen, 1830)
- S. punctipennis (Zetterstedt, 1848)
- S. signata (Schmitz, 1935)
- S. slossonae (Malloch, 1912)
- S. spinulosa (Malloch, 1912)
- S. strobli (Becker, 1901)
- S. trispinosa (Malloch, 1912)